# Fernando Argenta
Fernando Argenta   (Madrid, 4 de juliol de 1945 - Boadilla del Monte, 3 de desembre de 2013) va ser un periodista, músic i presentador de ràdio i televisió espanyol. Era fill del director d'orquestra Ataúlfo Argenta.
Es va llicenciar en Dret per la Universitat Complutense de Madrid, i va realitzar a més els estudis superiors de música en el Real Conservatori Superior de Música de Madrid. El 1971 va entrar en RNE, on va crear "Clásicos Populares".
De jove va ser membre del grup de rock Micky y Los Tonys, que va abandonar en 1965. Des de 1986 fins a 1989 va dirigir primer Ràdio 3 i després Ràdio 1, de Ràdio Nacional d'Espanya. Com a organitzador i presentador de concerts i òperes infantils, va realitzar una mitjana de 80 concerts anuals des de 1985.
A TVE, va dirigir i presentar, des de l'any 2000, "El Conciertazo", espai nomenat per la corporació Multimèdia com un dels deu millors programes de la televisió d'Espanya. La seua labor va ser reconeguda nombroses vegades, destacant dos premis Ondas, el premi de Montercarlo i l'APEI de ràdio.